# Schwedische Kirche (Berlin)

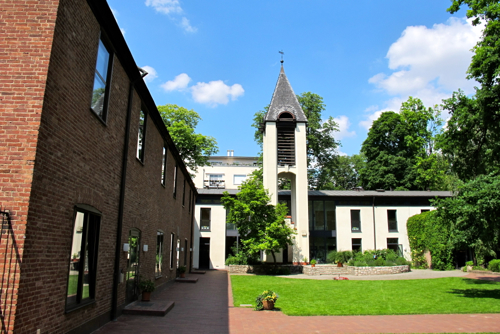
Schwedische Victoriagemeinde, 2013

Die Schwedische Kirche in Berlin wurde von Alfred Grenander für die schwedische evangelisch-lutherische Victoriagemeinde in Berlin-Wilmersdorf geplant. Nach der Bauphase 1920–1922 wurde sie am 18. Juni 1922 eingeweiht. In der Gemeinde wirkte unter anderem Birger Forell von 1929 bis 1942 als Pfarrer. An ihn erinnert heute eine Gedenktafel. Die Gemeinde gehört zur Schwedischen Kirche.

## Geschichte

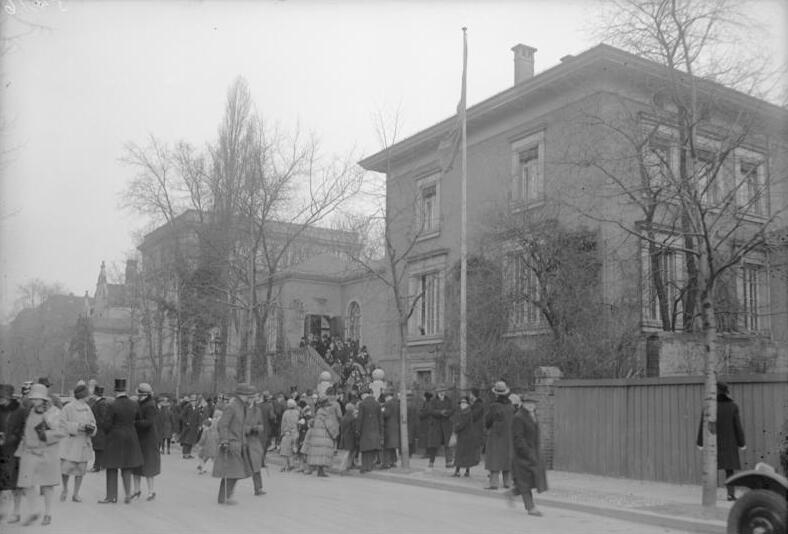
Schwedische Kirche, 1928

Während des Zweiten Weltkriegs bot die Gemeinde verfolgten Menschen Unterschlupf und versorgte sie mit Lebensmitteln und Papieren. Im Jahr 1942 wurde Pastor Birger Forell auf Drängen der Gestapo nach Schweden zurückgeschickt. Daraufhin setzte Pastor Erik Perwe die Hilfe fort, bis er bei einem Flugzeugabsturz 1944 ums Leben kam. Sein Nachfolger Erik Myrgren setzte die Hilfe ebenfalls fort. Unterstützung fand die Kirchengemeinde u. a. durch die Schwedische Botschaft, Gräfin Maria von Maltzan und die Polizisten Hoffmann und Mattick vom gegenüberliegenden Polizeirevier 115.
Vom ursprünglichen Bau in der Bundesallee 39 ist nur noch der Turm erhalten. Ein neues Kirchengebäude wurde von 1952 bis 1955 von Peter Celsing an anderer Stelle errichtet. Die Kirche in der Landhausstraße 26–28 im Ortsteil Wilmersdorf ist eine von vier schwedischen Kirchengemeinden in Deutschland. In der Kirche befindet sich eine Schuke-Orgel aus dem Jahr 1961.
Die Pfarrer Perwe und Myrgren wurden lange nach Ende des Krieges von Yad Vashem für ihre humanitäre Hilfe als Gerechte unter den Völkern geehrt.